# زمین‌لرزه ۱۹۹۱ عراق
زمین‌لرزه عراق  در تاریخ ۲۴ ژوئیه ۱۹۹۱ میلادی، برابر با ‎۲ مرداد ۱۳۷۰، ساعت ۹:۴۵:۴۱ به زمان یوتی‌سی در عراق رخ داد. ژرفای این زلزله ۲۰ کیلومتر بود، و بزرگی آن ۵٫۵ در مقیاس Mw اعلام شده‌است. زمین‌لرزه به وقت محلی در روز چهارشنبه، ساعت ۱۲ روی داده و منطقه زمانی آن یوتی‌سی +۳ بوده‌است (با لحاظ تغییر ساعت تابستانی).
سازمان زمین‌شناسی آمریکا نیز رومرکز این زمین‌لرزه را در مختصات ۳۶°۳۱′۱۲″شمالی ۴۴°۰۳′۵۸″شرقی / ۳۶٫۵۲°شمالی ۴۴٫۰۶۶°شرقی و ژرفای آنرا در ۲۵ کیلومتر گزارش کرده‌است. بزرگی برگزیدهٔ این سازمان از میان بزرگیهای محاسبه‌شدهٔ مختلف ۵٫۵ در مقیاس Mw بوده و از دید اثر، در میان چهار دسته‌بندی «نامحسوس»، «محسوس»، «زیان‌آور» یا «با تلفات»، زلزله را «با تلفات» اعلام کرده‌است.دستکم ۱۰۰ ساختمان در زمین‌لرزه خراب و شمار بسیاری آسیب دیده‌است.
پروژهٔ «تنسور گشتاور مرکزوار» زاویه‌های (راستا، شیب، ریک) گسل سازندهٔ زمین‌لرزه و صفحه عمود بر آنرا (°۳۳۵، °۴۴، °۱۲۱) یا (°۱۱۶، °۵۳، °۶۴) و نوع گسل را «معکوس» فرارسانده‌است.
شمار کشتگان زلزله حدود ۲۰ نفر بوده‌است.